# Großenhain (Geestland)
Großenhain (niederdeutsch Grotenhain) ist ein Ortsteil der Ortschaft Lintig. Lintig gehört nach einem Zusammenschluss wiederum zur Stadt Geestland im niedersächsischen Landkreis Cuxhaven.

## Geografie
| Ringstedt – Ortsteil Hainmühlen | Lintig – Ortsteil Meckelstedt               | Gemeinde Armstorf – Ortsteil Langenmoor (Samtgemeinde Börde Lamstedt)        |
| Ringstedt                       | Kompassrose, die auf Nachbargemeinden zeigt | Gemeinde Armstorf – Ortsteil Dornsode (Samtgemeinde Börde Lamstedt)          |
| Köhlen                          |                                             | Gemeinde Ebersdorf (Samtgemeinde Geestequelle – Landkreis Rotenburg (Wümme)) |

(Quelle:)

## Geschichte

### Eingemeindungen
Im Zuge der Gebietsreform in Niedersachsen, die am 1. März 1974 stattfand, wurden die zuvor selbständigen Gemeinden Großenhain und Meckelstedt in die Gemeinde Lintig eingegliedert.
Zum 1. Januar 2015 bildete Lintig mit den übrigen Gemeinden der Samtgemeinde Bederkesa und der Stadt Langen die Stadt Geestland.

### Einwohnerentwicklung
| Jahr      | 1910  | 1925  | 1933  | 1939  | 1950  | 1956  | 1961  | 1970  | 1973  |
| --------- | ----- | ----- | ----- | ----- | ----- | ----- | ----- | ----- | ----- |
| Einwohner | 166   | 187   | 236   | 261   | 427   | 336   | 321   | 313   | 318   |
| Quelle    | [ 5 ] | [ 6 ] | [ 6 ] | [ 6 ] | [ 7 ] | [ 7 ] | [ 8 ] | [ 8 ] | [ 1 ] |

|  |

## Politik

### Ortsrat und Ortsbürgermeister
Großenhain wird auf kommunaler Ebene vom Ortsrat der Ortschaft Lintig vertreten.

### Wappen
Der Entwurf des Kommunalwappens von Großenhain stammt von dem Heraldiker und Wappenmaler Albert de Badrihaye, der zahlreiche Wappen im Landkreis Cuxhaven erschaffen hat.
| Wappen von Großenhain | Blasonierung: „Von silbernem welligen Strichbalken schräglinks geteilt, oben in Grün ein silbernes Sensenblatt, unten in Schwarz ein aufrecht stehender Torfspaten.“ |
| Wappen von Großenhain | Wappenbegründung: Das Wappen weist darauf hin, dass die Fläche der Gemeinde aus Geest und Moor besteht. Das Sensenblatt in Grün erinnert an die Landwirtschaft auf der Geest, der Torfspaten in Schwarz an den Torfstich im Moor und der wellige Strichbalken an die Beeke. |

## Kultur und Sehenswürdigkeiten

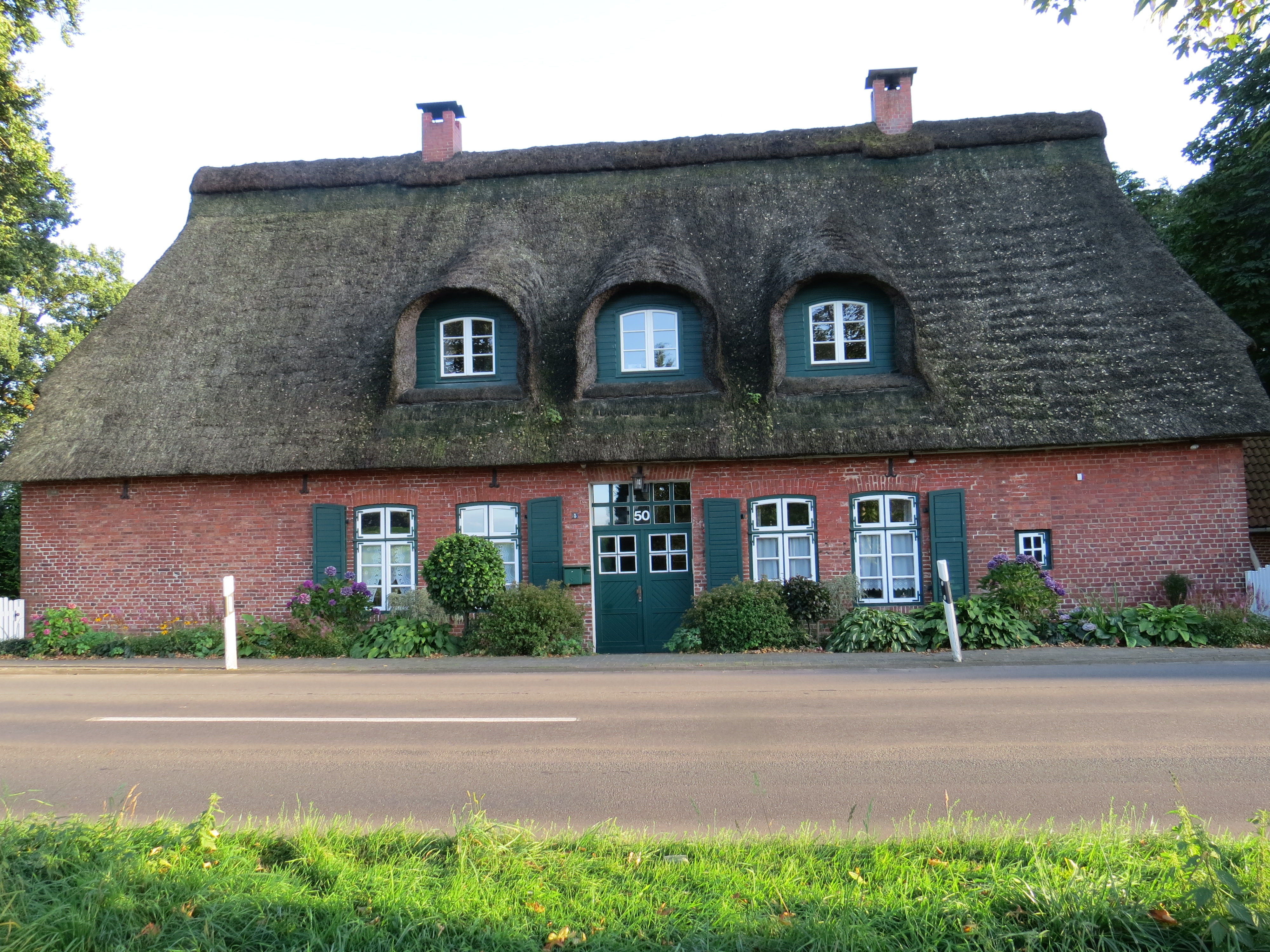
Schule Großenhain

Bauwerke
- Großsteingrab Großenhain
- Schule Großenhain

## Personen, die mit dem Ort in Verbindung stehen
- Jupp Hussels (1901–1986), Schauspieler, Rundfunksprecher und Unterhalter, starb in Großenhain

## Sagen und Legenden
- Der Elendstein von Großenhain[10]